# Luís Antônio da Silva Nunes
Luís Antônio da Silva Nunes (Rio Grande do Sul, 2 de junho de 1830 – Rio de Janeiro, 1911) foi um político brasileiro.
Foi genro do marquês de Muritiba.
Na política, foi presidente das províncias da Paraíba, de 17 de abril de 1860 a 17 de março de 1861, e da Bahia, de 16 de agosto de 1875 a 5 de fevereiro de 1877. Deputado pela província do Espírito Santo (1861-1868).